# Guthrie-Klassifikation der Bantusprachen

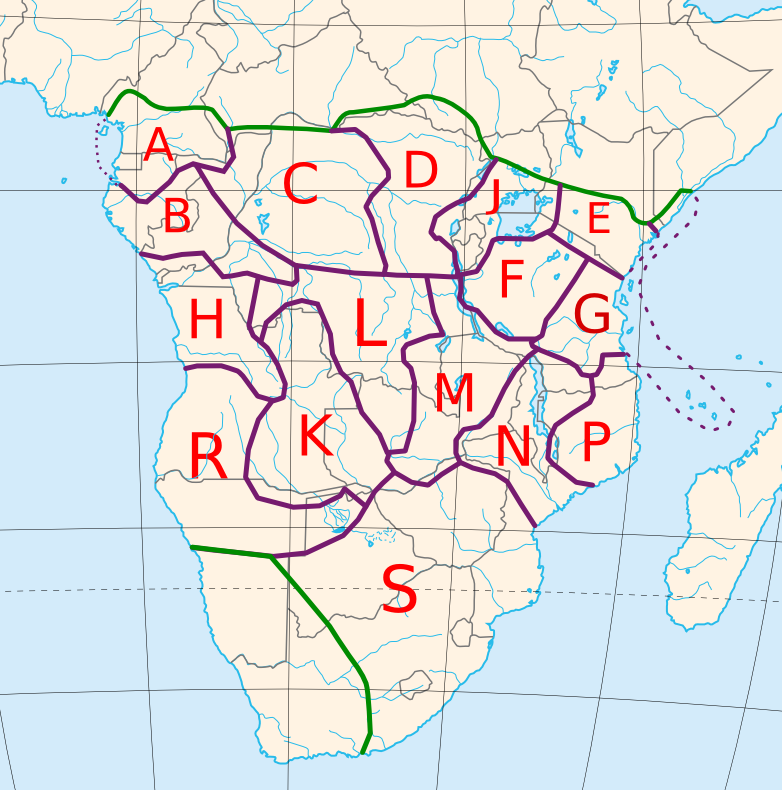
Karte der geographischen Zonen der Bantusprachen nach Guthrie (mit der Zone J von Tervuren).

Die Guthrie-Klassifikation der Bantusprachen (Guthrie classification of Bantu languages) ist eine gebräuchliche Einteilung von Bantusprachen. Sie wurde von dem britischen Linguisten Malcolm Guthrie entwickelt und 1948 erstmals veröffentlicht. Die Klassifikation teilt Bantusprachen in Gruppen ein, die auf gemeinsamen Merkmalen wie der Phonologie, Morphologie und Syntax beruhen.
Die Guthrie-Klassifikation teilt Bantusprachen in insgesamt 16 Gruppen ein, die jeweils mit einem Buchstaben von A bis S bezeichnet werden. Jeder Buchstabe steht für eine Gruppe von Sprachen, die eine gemeinsame Abstammung und ähnliche linguistische Merkmale aufweisen. Innerhalb jeder Gruppe gibt es weitere Unterteilungen, die als Untergruppen bezeichnet werden.
Es ist wichtig zu beachten, dass die Guthrie-Klassifikation zwar weit verbreitet ist, aber auch umstritten. Es gibt andere Klassifikationssysteme und Meinungsverschiedenheiten darüber, welche Sprachen in welche Gruppen eingeordnet werden sollten.